# Trebinje (Kuršumlija)
Pour les articles homonymes, voir Trebinje (homonymie).
Trebinje (en serbe cyrillique : Требиње) est un village de Serbie situé dans la municipalité de Kuršumlija, district de Toplica. Au recensement de 2011, il comptait 49 habitants.

## Démographie
| 1948 | 1953 | 1961 | 1971 | 1981 | 1991 | 2002 | 2011 |
| ---- | ---- | ---- | ---- | ---- | ---- | ---- | ---- |
| 369  | 409  | 418  | 318  | 214  | 105  | 74   | 49   |

|  |